# Type 89 Yi-Go
 Type 89 Yi-Go  (Japans: タイプ89李·ゴー) was een Japanse tank uit de Tweede Wereldoorlog.

## Beschrijving
Type 89 Yi-Go middelzware tank werd geïntroduceerd in 1930. De tank was gebaseerd op de Vickers Medium C middelzware tank die geïmporteerd was door het keizerlijke Japanse leger. Er werd niet veel veranderd aan het ontwerp, al werd de originele motor vervangen door een Mitsubishi luchtgekoelde motor. De tank is veel ingezet tijdens de Tweede Wereldoorlog maar werd snel achterhaald door de superieure Russische/Sovjet en Amerikaanse tanks.

## Types
- Type 89A Yi-Go
- Type 89B Yi-Go
- Type 89C Yi-Go